# Antônio Rinaldo Valério
Antônio Rinaldo Valério (Divinópolis, 20 de janeiro de 1956), é um político mineiro.
Formado em medicina pela faculdade de medicina da Universidade Federal de Minas Gerais, 1981. É especializado em Cirurgia Geral e Servidor Público do Pronto Socorro Municipal de Divinópolis.
Doutor Rinaldo (como é conhecido), foi vereador em Divinópolis entre 1993/1996 e vice-prefeito de 2005 a 2007. Atualmente exerce o cargo de deputado estadual em Minas Gerais,pelo PSL.